# Mesopropithecus
Mesopropithecus är ett utdött släkte av lägre primater (Strepsirrhini) som levde på Madagaskar. De sista medlemmarna av släktet kan ha levt under 600-talet.
Hittills blev tre arter av släktet beskrivna:
- M. dolichobrachion upptäcktes 1986 och beskrevs 1996.
- M. globiceps hittades i centrala Madagaskar och beskrevs 1936.
- M. pithecoides beskrevs 1905. Fossil av arten hittades på flera olika platser.

Skallens konstruktion liknar sifakornas (Propithecus) skalle men andra kännetecken är förenlig med andra utdöda primater från Madagaskar och de sammanfattas därför i familjen Palaeopropithecidae. Ett skelett som tillskrevs arten M. pithecoides hade påfallande långa främre extremiteter. På grund av detta fynd antas att arterna främst vistades i träd och att de vägde omkring 10 kg. Födan utgjordes troligen av blad då tänderna liknar tänder av andra bladätare.